# 최정운
최정운(崔丁云, 1953년 ~ )은 서울대학교 사회과학대 외교학과 교수이다. 본관은 해주.

## 생애
서울대학교 외교학과를 학사 학위하고, 동 대학원을 거쳐 시카고 대학교 정치학과에서 석사, 박사 학위를 받았다. 현재 서울대학교 정치외교학부 교수로 재직하고 있다.
지은 책으로 『한국인의 탄생: 시대와 대결한 근대 한국인의 진화』(2013년, 미지북스), 『오월의 사회과학』(1999년, 오월의봄), 『지식국가론』(1992년, 삼성출판사)이 있고, 논문으로는 「푸코의 눈: 현상학 비판과 고고학의 출발」, 「새로운 부르주아의 탄생: 로빈슨 크루소의 고독의 근대사상적 의미」, 「개념사: 서구 권력의 도입」, 「국제정치에 있어서 문화의 의미」, 「권력의 반지: 권력담론으로서의 바그너의 반지 오페라」 등이 있다.